# Grupa Bergsona
Grupa Bergsona – żydowskie ugrupowanie zaangażowane w kampanię na rzecz ratowania europejskich Żydów.
Grupa powstała w Stanach Zjednoczonych w 1940 roku z inicjatywy kilkunastu młodych Żydów z Palestyny i Europy by prowadzić agitację i zbiórkę pieniędzy na rzecz prawicowej bojówki Irgun. Przywódcą grupy został Hillel Kook, który używał pseudonimu Peter H. Bergson, a jego zastępcą był Szemu’el Merlin.
Grupa zbierała fundusze na rzecz nielegalnej imigracji Żydów do Brytyjskiego Mandatu Palestyny oraz promocję idei armii żydowskiej.
Po ujawnieniu w listopadzie 1942 roku informacji o eksterminacji europejskich Żydów przez nazistów Grupa Bergsona zaczęła walczyć z obojętnością administracji prezydenta Roosevelta, która za cel stawiała sobie jedynie zwycięstwo w wojnie, a nie ratowanie Żydów i biernością establishmentu żydowskiego, który bezwzględnie popierał rząd amerykański. Grupa rozpoczęła kampanię agitacyjną i happeningową w celu nagłośnienia Holocaustu i wymuszenia na amerykańskim rządzie zmiany polityki. Dzięki pomocy m.in. reżysera i scenarzysty Ben Hecht, impresario Billy’ego Rose’a i kompozytora Kurta Weilla Grupa Bergsona wystawiła spektakl „We Will Never Die” w Madison Square Garden i innych miastach. W październiku 1943 roku zorganizowano marsz 400 ortodoksyjnych rabinów na Biały Dom. Ostatecznie w styczniu 1944 roku prezydent Roosevelt powołał War Refugee Board, która pomogła uratować 200 tysięcy Żydów.
Grupa była skonfliktowana z elitą amerykańskich Żydów, którzy zwalczali ją twierdząc, że ich działania doprowadzą do eskalacji antysemityzmu. Niechęć organizacji okazywały po wojnie także władze powstałego w maju 1948 roku Izraela. Już w czerwcu Grupa Bergsona wysłała do Izraela statek przewożący broń dla bojówki Irgun, pomimo iż ta organizacja w umowie z tym krajem zobowiązała się zrezygnować z własnych sił paramilitarnych. Inicjatywa zakończyła się starciem zbrojnym, po tym jak premier Izraela Dawid Ben Gurion nakazał wojsku ostrzelać statek. W potyczce zginęło szesnastu członków Irgunu i trzech żołnierzy.
Dwaj przedstawiciele Grupy, Szemu’el Merlin i Hillel Kook, zasiadali w Knesecie pierwszej kadencji, popadli tam jednak w ideologiczny konflikt z własnym środowiskiem politycznym, wywodzącą się z Irgunu partią Herut, a także z ugrupowaniami lewicowymi.
Konflikty z establishmentem izraelskim spowodowały pomijanie ugrupowania w historii Izraela i Holocaustu, a organizację zaczęto przypominać po upływie kilkudziesięciu lat. Pierwszą publikacją poświęconą ugrupowaniu było „The Abandonment of the Jews: America and the Holocaust 1941–1945” Davida S. Wymana.